# Светско првенство у атлетици у дворани 2025 — скок удаљ за жене
Скок удаљ у женској конкуренцији на 20. Светском првенству у атлетици у дворани 2025. одржан је 21. марта у  новоизграђеној дворани „Нанкингова коцка“ у Омладинском олимпијском спортском парку у Нанкингу.

## Земље учеснице
Учествовало је 13 такмичарки из 12 земаља.
1. Бахаме (1)
2. Италија (1)
3. Бугарска (1)
4. Кина (1)
5. Пољска (1)
6. Румунија (1)
7. САД (2)
8. Србија (1)
9. Тринидад и Тобаго (1)
10. Финска (1)
11. Швајцарска (1)
12. Шпанија (1)

## Освајачи медаља
| Освајачи медаља |            |              |  |  |  |  |
|                 |            |              |  |  |  |  |
|                 |            |              |  |  |  |  |
|                 |            |              |  |  |  |  |
| Клер Брајант    | Аник Калин | Фатима Диаме |  |  |  |  |
| САД             | Швајцарска | Шпанија      |  |  |  |  |

## Рекорди пре почетка Светског првенства 2025.
Рекорди у скоку удаљ за жене пре почетка светског првенства 21. марта 2025. године:
| Рекорди пре почетка Светског првенства 2025. | Рекорди пре почетка Светског првенства 2025. | Рекорди пре почетка Светског првенства 2025. | Рекорди пре почетка Светског првенства 2025. | Рекорди пре почетка Светског првенства 2025. | Рекорди пре почетка Светског првенства 2025. |
| -------------------------------------------- | -------------------------------------------- | -------------------------------------------- | -------------------------------------------- | -------------------------------------------- | -------------------------------------------- |
| Светски рекорд                               | Галина Чистјакова                            | Совјетски Савез                              | 7,52                                         | Лењинград, СССР                              | 11. август 1988.                             |
| Рекорд светских првенстава                   | Џеки Џојнер-Керси                            | Сједињене Државе                             | 7,36                                         | Рим, Италија                                 | 4. септембар 1987.                           |
| Најбољи резултат сезоне                      | Малајка Михамбо                              | Немачка                                      | 7,18                                         | Карлсруе, Немачка                            | 7. фебруар 2025.                             |
| Афрички рекорд                               | Есе Бруме                                    | Нигерија                                     | 7,17                                         | Чула Виста, САД                              | 29. мај 2021.                                |
| Азијски рекорд                               | Јао Вејли                                    | Кина                                         | 7,01                                         | Ђинан, Кина                                  | 4. јун 1993.                                 |
| Северноамерички рекорд                       | Џеки Џојнер Керси                            | САД                                          | 7,49                                         | Њујорк, САД                                  | 22. мај 1994.                                |
| Јужноамерички рекорд                         | Морен Хига Маги                              | Бразил                                       | 7,26                                         | Богота, Шпанија                              | 25. јун 1989.                                |
| Европски рекорд                              | Галина Чистјакова                            | Совјетски Савез                              | 7,52                                         | Лењинград, СССР                              | 11. август 1988.                             |
| Океанијски рекорд                            | Брук Бушкуел                                 | Аустралија                                   | 7,13                                         | Чула Виста, САД                              | 9. јул 2022.                                 |

### Најбољи резултати у 2025. години
Десет најбољих атлетичарки године у скоку удаљ у дворани пре почетка првенства (21. марта 2025), имале су следећи пласман.
| 1.  | Малајка Михамбо   | Немачка    | 7,07 | 7. фебруар  |
| 2.  | Антаја Чарлтон    | Бахаме     | 6,98 | 18. фебруар |
| 3.  | Такорија Хамфри   | САД        | 6,94 | 28. фебруар |
| 3.  | Лариса Јапичино   | Италија    | 6,94 | 8. март     |
| 5.  | Аник Калин        | Швајцарска | 6,90 | 8. март     |
| 5.  | Лекс Браун        | САД        | 6,90 | 14. март    |
| 7.  | Микаела Асани     | Немачка    | 6,79 | 7. фебруар  |
| 7.  | Џасмин Мур        | САД        | 6,79 | 14. фебруар |
| 7.  | Јелена Соколова   | Русија     | 6,79 | 1. март     |
| 10. | Викторија Горлова | Русија     | 6,76 | 1. март     |
|     |                   |            |      |             |
| 11  | Милица Гардашевић | Србија     | 6,75 | 8. март     |

Такмичарке чија су имена подебљана учествовале су на СП 2025.

## Квалификациона норма
| Дворана | Отворено |
| ------- | -------- |
| 6,90 м  |          |

## Сатница
| Датум          | Време | Ниво   |
| -------------- | ----- | ------ |
| 23. март 2025. | 10:19 | Финале |

Времена су дата према локалном времену UTC+8.

## Резултати

### Финале
Такмичење је одржано 23. марта 2025. године у 10:19. Све атлетчарке су  извеле по 3 скока, 6 најбољих још 3 скока.,,,
| Место | Атлетичарка         | Земља                | ЛР   | ЛРС  | 1.   | 2.   | 3.   | 4.   | 5.   | 6.   | Резултат | Белешка |
| ----- | ------------------- | -------------------- | ---- | ---- | ---- | ---- | ---- | ---- | ---- | ---- | -------- | ------- |
|       | Клер Брајант        | САД                  | 6,88 | 7,72 | 6,76 | 6,72 | 6,90 | х    | 6,96 | х    | 6,96     | ЛР      |
|       | Аник Калин          | Швајцарска           | 6,90 | 6,90 | x    | 6,63 | 6,59 | 6,46 | 6,66 | 6,83 | 6,83     |         |
|       | Фатима Диаме        | Шпанија              | 6,82 | 6,73 | 6,72 | x    | 6,50 | х    | 6,46 | 6,41 | 6,72     |         |
| 4.    | Пламена Миткова     | Бугарска             | 6,97 | 6,70 | х    | х    | 6,63 | х    | -    | х    | 6,63     |         |
| 5.    | Алина Ротару-Котман | Румунија             | 6,96 | 6,41 | 6,30 | 6,59 | 6,54 | 6,36 | x    | 6,48 | 6,59     | ЛРС     |
| 6.    | Антаја Чарлтон      | Бахаме               | 6,98 | 6,98 | 6,24 | х    | 6,48 | 6,57 | 6,46 | 6,49 | 6,57     |         |
| 7.    | Ана Матушевич       | Пољска               | 6,71 | 6,71 | 6,10 | x    | 6,47 | 6,56 | 5,94 |      | 6,56     |         |
| 8.    | Monae' Nichols      | САД                  | 6,97 | 6,73 | 6,49 | x    | х    | х    | х    |      | 6,49     |         |
| 9.    | Џесика Кахара       | Финска               | 6,68 | 6,68 | 6,14 | 6,44 | 6,37 | 6,39 |      |      | 6,44     |         |
| 10.   | Фунминији Олајиде   | Уједињено Краљевство | 6,67 | 6,67 | 6,30 | х    | 6,41 | 6,38 |      |      | 6,41     |         |
| 11.   | Јингјинг Хуанг      | Кина                 | 6,56 | 6,46 | 6,34 | x    | 6,39 |      |      |      | 6,39     |         |
| 12.   | Тајра Гитенс        | Тринидад и Тобаго    | 6,96 | 6,57 | 6,27 | 6,36 | 6,05 |      |      |      | 6,36     |         |
| 13.   | Милица Гардашевић   | Србија               | 6,91 | 6,70 | х    | 6,33 | х    |      |      |      | 6,33     |         |

Подебљани лични рекорди су и национални рекорди земље коју такмичарка представља